# Rhene nigrita
Rhene nigrita là một loài nhện trong họ Salticidae.
Loài này thuộc chi Rhene. Rhene nigrita được Carl Ludwig Koch miêu tả năm 1846.